# Снігова лінія (астрофізика)
Снігова лінія — в астрономії та планетології характеристика зоряної системи, відстань від світила, на якій стає достатньо холодно для існування крижаних часток із стверділих води, аміаку та метану на поверхні планети. Поняття запозичене з поняття «снігова лінія» в геології.
Замерзання стає можливим при температурі близько 150 K (–123 °C) — це залежить від густини атмосфери планети.
У Сонячній системі снігова лінія знаходиться на відстані приблизно 3 а. о. від Сонця і проходить майже по середині поясу астероїдів. Отже, снігова лінія відділяє планети земної групи від газових гігантів.
Фактична температура і відстань снігової лінії водяного льоду від зорі залежать від того, яку фізичну модель використано для її розрахунку:
- 170 K на відстані 2,7 а. о. (Хаяші, 1981)[3]
- Від 143 K на відстані 3,2 а. о. до 150 K на відстані 3 а. о. (Подоляк та Цукер, 2010)[4]
- 3,1 а. о. (Мартін та Лівіо, 2012)[5]

Невелика температура туманності за межами снігової лінії уможливлює акрецію стверділих часток у планетозималі, а згодом — у планети.
Утім, в інших планетних системах знайдено газові гіганти (так звані гарячі юпітери), які обертаються навколо зорі всередині снігової лінії. Вважається, що вони утворилися ззовні снігової лінії, а згодом мігрували всередину. Земля, радіус орбіти якої становить менше чверті відстані до снігової лінії і яка не є газовим гігантом, має гравітацію, достатню для втримання метану, аміаку й водяної пари від розсіяння у космосі. Метан і аміак майже відсутні в атмосфері Землі лише через їхню нестабільність в атмосфері, багатій на кисень, що є наслідком наявності живих організмів (переважно рослин).
Дослідники Ребека Мартін (Rebecca Martin) і Маріо Лівіо висунули припущення, що астероїдні пояси мають утворюватися поблизу снігової лінії, оскільки близькість до газових гігантів унеможливлює утворення планет всередині їхніх орбіт. Проаналізувавши температуру теплого пилу навколо 90 зір, вони дійшли висновку, що пил (а отже, і можливі астероїдні пояси) найчастіше знаходять неподалік снігової лінії. Основним механізмом може бути термічна нестабільність снігової лінії на часових масштабах 1000—10 000 років, яка призводить до періодичного накопичення пилового матеріалу у відносно вузьких навколозоряних кільцях.